# Pacifigorgia curta
Pacifigorgia curta är en korallart som beskrevs av Breedy och Rafael Guzmán 2003. Pacifigorgia curta ingår i släktet Pacifigorgia och familjen Gorgoniidae. Inga underarter finns listade i Catalogue of Life.